# Asselià
| Període                                       | Època        | Estatge      | Edat (Ma)     |
| --------------------------------------------- | ------------ | ------------ | ------------- |
| Triàsic                                       | Inferior     | Indià        | més recent    |
| Permià                                        | Lopingià     | Changxingià  | 254,14 ± 0,07 |
| Permià                                        | Lopingià     | Wuchiapingià | 259,1 ± 0,5   |
| Permià                                        | Guadalupià   | Capitanià    | 265,1 ± 0,4   |
| Permià                                        | Guadalupià   | Wordià       | 268,8 ± 0,5   |
| Permià                                        | Guadalupià   | Roadià       | 272,95 ± 0,11 |
| Permià                                        | Cisuralià    | Kungurià     | 283,5 ± 0,6   |
| Permià                                        | Cisuralià    | Artinskià    | 290,1 ± 0,26  |
| Permià                                        | Cisuralià    | Sakmarià     | 293,52 ± 0,17 |
| Permià                                        | Cisuralià    | Asselià      | 298,9 ± 0,15  |
| Carbonífer                                    | Pennsylvanià | Gjelià       | més antic     |
| Subdivisió del sistema permià segons la IUGS. |              |              |               |

L'Asselià és l'estatge faunístic que començà fa 298,9 ± 0,15 milions d'anys i s'acabà fa 293,52 ± 0,17 milions d'anys. Es tracta del primer estatge de l'època del Cisuralià i, per tant, de tot el període Permià. El seu nom es refereix al riu Assel, situat a la regió dels Urals meridionals.
La seva base estratigràfica és la primera aparició del conodont Streptognathodus isolatus.